# Sonate pour trombone et piano de Hindemith
La Sonate pour trombone et piano est une œuvre de Paul Hindemith composée en 1941.

## Présentation
Dans sa Sonate pour trombone et piano, composée en 1941, Hindemith parvient à donner au trombone « tantôt un pathos vigoureux, tantôt un humour un peu rude, tantôt une aisance gentiment désuète », selon les mots d'Harry Halbreich.
La partition de la sonate est publiée à partir de 1942 par Schott. La date de création de l’œuvre n'est pas connue.

## Structure et analyse
La Sonate, d'une durée moyenne d'exécution de dix minutes environ, comprend quatre mouvements, :
1. Allegro moderato maestoso, à 
, aux rythmes pointés solennels et au matériau thématique construit autour des intervalles de quartes et de quintes[1] ;
2. Allegretto grazioso, à 
, mouvement léger dominé par le piano[3] ;
3. Lied des Raufbolds. Allegro pesante, « chant du matamore »[4], mouvement scherzo de nature comique et tapageuse dans lequel le trombone « peut se défouler, car sa noblesse cuirassée dissimule également cette crudité de lansquenet ![1] » ;
4. Allegro moderato maestoso, à 
, qui rappelle l'atmosphère de fanfare du premier mouvement[3]. Dans ce finale, « Hindemith renoue avec le début de la Sonate joué en majestueuse augmentation, cela correspond également à la vénérable vocation de l'instrument pour le chant d'un cantus firmus[1] ».

La tonalité générale de la pièce est fa majeur.

## Discographie
- Paul Hindemith : Sonatas for..., Harmonia Mundi, 2015, Gérard Costes (trombone) et Alexander Melnikov (piano)[5].
- Paul Hindemith : Five Brass Sonatas, Indésens, 2018, Fabrice Millischer (trombone) et Laurent Wagshal (piano)[6],[7].
- Hindemith : Complete Sonatas for Wind Instruments and Piano, Brilliant Classics, 2021, Gabriele Marchetti (trombone) et Filippo Farinelli (piano)[8],[9].